# Mando'a
Il Mando'a è una lingua artificiale aliena parlata dai Mandaloriani di Guerre stellari. È in via di sviluppo sin dal 2005 per essere trasformata in un linguaggio funzionante da Karen Traviss.

## Storia
Il linguaggio Mando'a è apparso per la prima volta nel testo di Republic Commando scritto da Jesse Harlin della LucasArts e da lì Karen Traviss ha iniziato a svilupparlo.
Porzioni del linguaggio esistono nel videogioco Star Wars: Republic Commando e nei libri relativi, Republic Commando: Hard Contact, Republic Commando: Triple Zero, Republic Commando: True Colors e Republic Commando: Order 66.

## Descrizione

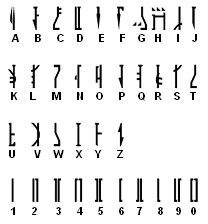
Alfabeto Mandaloriano

Un loro alfabeto alternativo, in cui cambiano alcune lettere

I campioni su internet includono dei dizionari non ufficiali, web logs di Karen Traviss e due guide scaricabili da StarWars.com.  Un articolo in Star Wars Insider conteneva una guida alla lingua, e sono stati pubblicati dei clip audio sulla rete.
La grammatica del Mando'a è semplice e somiglia molto a quella dell'inglese/Basic Galattico. È principalmente una lingua parlata, per cui la semplicità di pronuncia è un fattore importante.
La sintassi della lingua è Soggetto Verbo Oggetto (SVO).

## Esempi

### Parole
| Mando'a  | Italiano                         |
| -------- | -------------------------------- |
| a        | ma                               |
| a den    | ira, rabbia                      |
| ad'ika   | figliolo/a, piccolo              |
| an       | tutto                            |
| aliit    | famiglia, clan                   |
| aruetii  | straniero, forestiero, traditore |
| ashi     | altro                            |
| ast      | sé stesso (itself)               |
| atin     | cocciuto                         |
| bal      | e (congiunzione)                 |
| bah      | a, verso (to)                    |
| be       | di (of)                          |
| buir     | padre                            |
| buy'ce   | elmo                             |
| ca       | notte                            |
| chakaar  | ladro, profanatore di tombe      |
| cuun     | nostro                           |
| dar      | non più                          |
| darasuum | eterno, per sempre               |
| di'kut   | idiota, imbecille                |
| elek     | sì (yes)                         |
| gar      | tu, voi                          |
| ge'verd  | quasi un guerriero               |
| gra'tua  | vendetta                         |
| hut'unn  | codardo                          |
| ibic     | questo                           |
| jate     | bene, buono (good)               |
| jatne    | migliore (best)                  |
| jetii    | Jedi                             |
| jurkadir | attaccare, minacciare, provocare |
| kad      | lama, spada                      |
| kaysh    | suo, lui                         |
| ke       | prefisso imperativo (Do)         |
| ke nu    | prefisso negativo (Don't)        |
| kote     | gloria                           |
| kyr'am   | morte                            |
| lek      | sì (yeah)                        |
| lo       | nel, dentro il                   |
| meg      | quale, quello                    |
| meh      | se                               |
| mhi      | noi                              |
| naritir  | piazzare, mettere                |
| ner      | mio                              |
| ni       | io, me                           |
| su'cuy   | ciao                             |
| takisir  | insultare                        |
| tal      | sangue                           |
| tome     | insieme                          |
| vaii     | dove                             |
| verd     | guerriero                        |
| vod      | fratello, sorella, compagno      |
| vor'e    | grazie                           |
| werda    | ombra                            |

### Frasi
| Mando'a                      | Italiano                                       |
| ---------------------------- | ---------------------------------------------- |
| Aliit ori'shya taldin.       | "La famiglia vale più del sangue." - proverbio |
| Udesii                       | "calmati", "stai calmo"                        |
| Su'cuy!                      | "sei ancora vivo!"                             |
| Kar'tayli ad meg hukaat'kama | "devi sapere chi ti guarda le spalle"          |
| Ni kar'tayl gar darasuum     | Ti amo                                         |
| Ke nu'jurkadir sha Mando'ade | "non provocare i Mandaloriani"                 |